# أحمد أبو عبسة
أحمد حمدي أبو عبسة (1 أبريل 1983-13 ديسمبر 2023) هو أكاديمي فلسطيني، ولد في مدينة غزة. شغل منصب أستاذ مساعد في كلية الإعلام وتكنولوجيا المعلومات في جامعة فلسطين ثم منصب عميد كلية الهندسة التطبيقية.

## سيرته
أنهى أحمد أبو عبسة الثانوية العامة بالفرع العلمي بتفوق ليلتحق بالجامعة الإسلامية في كلية الهندسة لينال بكالوريس هندسة الإتصالات والتحكم عام 2005، ودرجة الماجستير في علوم الحاسوب عام 2007 من جامعة فيرجينيا في الولايات المتحدة الأمريكية وماجستير في هندسة الإتصالات من الجامعة الإسلامية في غزة عام 2012، وأنهى درجة الدكتوراة في هندسة معالجة الإشارات من جامعة الملك فهد للبترول والمعادن في المملكة العربية السعودية عام 2018. ليلتحق بجامعة فلسطين أستاذاً مساعداً وعميد في كلية الهندسة التطبيقية والتخطيط العمراني، ومدير مشروع iBridge بالجامعة وهو مشروع يهدف لبناء قدرات طلبة برنامج هندسة البرمجيات وربطهم بسوق العمل وتحسين فرص تصدير البرمجيات الي الأسواق العالمية.
في 13 ديسمبر 2023 اغتالته قوات الإحتلال الإسرائيلي بقذيفة عقب الإفراج عنه بعد اعتقاله من مدرسة "العائلة المقدسة" في قطاع غزة وذلك خلال الحرب الفلسطينية الإسرائيلية.